# Isländische Eishockeyliga 1997/98
Die Saison 1997/98 war die siebte Spielzeit der isländischen Eishockeyliga, der höchsten isländischen Eishockeyspielklasse. Meister wurde zum insgesamt siebten Mal in der Vereinsgeschichte Skautafélag Akureyrar.

## Modus
In der Hauptrunde absolvierten die zwei Mannschaften jeweils zwei Spiele. Beide Mannschaften qualifizierten sich für das Meisterschaftsfinale. Für einen Sieg erhielt jede Mannschaft zwei Punkte, bei einem Unentschieden gab es einen Punkt und bei einer Niederlage null Punkte.

## Hauptrunde

### Tabelle
|    | Klub                         | Sp | S | U | N | Tore | Punkte |
| -- | ---------------------------- | -- | - | - | - | ---- | ------ |
| 1. | Skautafélag Akureyrar        | 2  | 2 | 0 | 0 | 10:5 | 4      |
| 2. | Ísknattleiksfélagið Björninn | 2  | 0 | 0 | 2 | 5:10 | 0      |

Sp = Spiele, S = Siege, U = unentschieden, N = Niederlagen, OTS = Overtime-Siege, OTN = Overtime-Niederlage, SOS = Penalty-Siege, SON = Penalty-Niederlage

## Finale
- Skautafélag Akureyrar – Ísknattleiksfélagið Björninn 3:0 (7:6 n. V., 9:5, 11:3)